# Центров, Евгений Емельянович
Евге́ний Емелья́нович Це́нтров (род. 16 февраля 1935, дер. Верхние Хыр-касы (Хыркасы), Цивильский район, Чувашская АССР) — российский юрист, специалист по проблемам криминалистической тактики и вопросам криминалистической техники; доктор юридических наук (1994), профессор кафедры криминалистики юридического факультета МГУ (1997). Заслуженный профессор Московского университета (2004).

## Биография
Евгений Центров родился 16 февраля 1935 года в деревне Верхние Хыр-касы (Хыркасы) Чувашской АССР. В 1953 году он получил среднее образование в мужской средней школы № 4 в городе Чебоксары (с серебряной медалью) и стал студентом юридического факультета Московского государственного университета имени М. В. Ломоносова. В 1958 году Центров получил высшее юридическое образование (по специальности правоведение) и начал работать в прокуратуре города Чебоксары: за десять лет он успел поработать стажером следователя, следователем и старшим следователем. В 1962 году окончил курсы усовершенствования следователей Прокуратуры СССР (с отличием). 4 ноября 1967 года ему был присвоен классный чин юриста I класса.
В 1968 году Евгений Центров поступил в аспирантуру Института по изучению причин и разработке мер предупреждения преступности, действовавшего при Прокуратуре СССР (очная форма); окончил аспирантуру через три года. 13 ноября 1972 года он защитил кандидатскую диссертацию, выполненную под руководством профессора Лидии Карнеевой, по теме «Личность потерпевших по делам о половых преступлениях и особенности их допроса». После этого, в период с 1972 по 1976 год, Центров преподавал на Высших курсах при Прокуратуре СССР: с января по июнь 1974 года он исполнял обязанности заместителя директора курсов по учебной части.
В феврале 1976 года Центров начал работать на кафедре криминалистики, относившейся к юридическому факультету МГУ: он занял должность старшего научного сотрудника. В мае 1980 года он стал старшим преподавателем, а в марте 1985 — доцентом МГУ. 29 октября 1993 года он успешно защитил докторскую диссертацию на тему «Основы криминалистического учения о потерпевшем» — в феврале 1994 стал доктором юридических наук. 1 сентября того же года занял позицию профессора на кафедре криминалистики юрфака МГУ.
В декабре 2004 года Евгений Центров получил почетное звание «Заслуженный профессор Московского университета». По данным на 2019 год, читал студентам курсы и спецкурсы «Проблемы криминалистической виктимологии», «Тактико-психологические основы допроса», «Проблемы следственной тактики» и «Криминалистическое исследование материальной обстановки места происшествия».
В мае 2016 года Центров являлся членом организационного комитета конференции «Электронные носители информации в криминалистике», проходившей в МГУ. В ноябре того же года он стал членом программного комитета конференции «Современные возможности собирания и исследования вещественных доказательств». Через год, в декабре 2017, он вошёл в оргкомитет конференции «Криминалистическое и оперативно-розыскное обеспечение расследования экономических преступлений»; в ноябре 2019 года стал членом оргкомитета конференции «Криминалистическое и экспертное обеспечение адвокатской деятельности по защите прав граждан и предпринимателей», проходившей в Москве.

## Работы
Евгений Центров специализируется на проблемах криминалистической тактики, включая тактику проведения допросов, и вопросах криминалистической техники и судебной психологии:
- «Криминалистика» (соавт., 1996)
- «Криминалистика. В 2-х т.» (соавт., 2014)
- Проверка показаний на месте в проблемных ситуациях расследования. — М.: Юрлитинформ, 2018. — 264 с. — ISBN 978-5-4396-1668-8.